# محمودآباد شندک
محمودآباد شندک یا موتور پسران محمود عیسی زهی روستایی در دهستان گوهرکوه بخش گوهرکوه شهرستان تفتان استان سیستان و بلوچستان ایران است.

## جمعیت
بر پایه سرشماری عمومی نفوس و مسکن در سال ۱۳۹۵ جمعیت این روستا ۱۸ نفر (۴خانوار) بوده‌است.